# Maria Verstraeten
Maria (Mia) barones Verstraeten (Zwijndrecht, 27 november 1898 - Mortsel, 14 maart 2000) was van 1929 tot 1966 directrice van de Vlaamse Katholieke Hogeschool voor Vrouwen te Antwerpen. Ze ijverde voor de vernederlandsing van het hoger onderwijs en voor de emanciperende ontwikkeling van meisjes en jonge vrouwen.

## Leven en werk
Maria Verstraeten was het enige kind van Alfred Verstraeten, (Waasmunster, 11 augustus 18970 -) en Marie-Charlotte Van Puyvelde, (Waasmunster 12 juli 1871 -). Haar moeder mocht tot haar achttiende jaar studeren wat uitzonderlijk was voor die tijd. Haar vader werkte als opzichter op zijn vaders boerderij maar verkoos een zakelijk leven. Hij verwierf aandelen in de Vlasnatie van Antwerpen.
In de periode van 1910 tot 1918 volgde ze een grillig opleidingsparcours: de Cours préparatoires de l’Ecole Normale in Eeklo waar ze op internaat was, waarna ze een lerarenopleiding Germaanse talen volgde aan de Middelbare Normaalschool van de Zusters van Onze Lieve Vrouw te Antwerpen. Deze studie gaf ze in haar tweede jaar op vanwege gezondheidsproblemen.
Wel nam ze deel aan een studiekring waar ze enkele lessen volgde over de sociale toestand van de arbeidende vrouw. In het haar vertrouwde katholieke milieu werd vooral de nadruk gelegd op de taak van de vrouw als moeder aan de haard.
Als vijftienjarige nam ze in 1913 deel aan de eerste landdag van de Katholieke Vlaamse Meisjesbond in Oostakker. De Meisjesbond was strijdend Vlaamsgezind in een tijd waarin studenten zoals Maria hun opleiding in het Frans kregen. Maar ze voelde zich voornamelijk een Vlaming, geen flamingant.
In 1920 volgde ze cursussen directiesecretariaat aan de nog maar pas opgerichte Katholieke Vlaamse Hogeschool voor Vrouwen. Het jaar daarop schreef ze zich in voor een volledige driejarige opleiding aan de toenmalige Sociale Faculteit van de Hogeschool. Drie jaar later, in 1924, behaalde ze haar einddiploma.
Van maart tot april 1922 volgde ze ook nog de basisopleiding voor bibliothecaressen waarna ze meewerkte aan de oprichting van de eerste Katholieke Boekerij op de Linkeroever, Antwerpen.
Onmiddellijk na het behalen van haar diploma aan de Katholieke Vlaamse Hogeschool voor Vrouwen kon ze aan ditzelfde instituut beginnen als secretaresse van de rectorale raad. Haar werk bestond uit begeleiding van de studenten en het voeren van propaganda voor de Hogeschool.
In de voormiddagen werkte ze ook nog als secretaresse van de Vrouwenbond Constance Teichmann. Ze was kritisch tegenover de leiding die uit geestelijken bestond en die de laïcisering tegenging. Bisschoppen en priesters bemoeiden zich te veel met de christelijke geest in de vrouwenbeweging. Ze was gelovig en kerkelijk, maar voelde zich te veel in een keurslijf gedrongen. Na vijf jaar verliet ze het secretariaat om voltijds voor de Hogeschool te werken, niet langer als secretaresse maar als directrice. Ze was zevenentwintig jaar.
In die periode sloeg ze een paar huwelijksaanzoeken af. Ze wilde noch in het klooster, noch een gezin stichten maar zich integendeel voltijds wijden aan haar sociaal engagement en haar functie als directrice van een school van hoogstaand niveau. Onder haar bestuur vormden de jaren dertig een bloeiperiode. Haar studenten en ex-studenten loofden de goede verstandhouding die er heerste.
De moeilijkste periode tijdens haar carrière aan de Katholieke Vlaamse Hogeschool voor Vrouwen was op het einde van de Tweede Wereldoorlog, toen het pas opgerichte (18/9/1944) Krijgsauditoraat het gebouw opeiste. De Hogeschool week uit naar een ernaast gelegen woning. Het Academisch jaar 1945-1946 werd opgeschort vanwege de te kleine behuizing. In 1947 kon de school weer naar haar eigen gebouwen terugkeren.
In de naoorlogse jaren had de jonge generatie studenten andere ideeën over onderwijs en vrouwenemancipatie dan die van Maria Verstraeten. Niettemin stond ze open voor de noodzakelijke vernieuwingen. 
Maria Verstraeten correspondeerde uitgebreid met haar zakelijke contacten en met haar vrienden, studenten, oud-studenten en docenten van de Hogeschool. 

## Eretekens
Maria Verstraeten kreeg verschillende eretekens voor haar decennialange inzet. In 1934 de onderscheiding Pro Ecclesia et Pontifice, in 1954 de Officier in de Leopoldsorde; bij haar pensionering in 1966 de Diocesane Orde van Verdienste met goud; in 1967 de Commandeur Leopold II-orde. Op het laatst kreeg ze de eretitel van barones.
Tot haar dood, ze werd 102 jaar, zou ze als ere-directrice erg betrokken blijven bij de school.